# Arpège

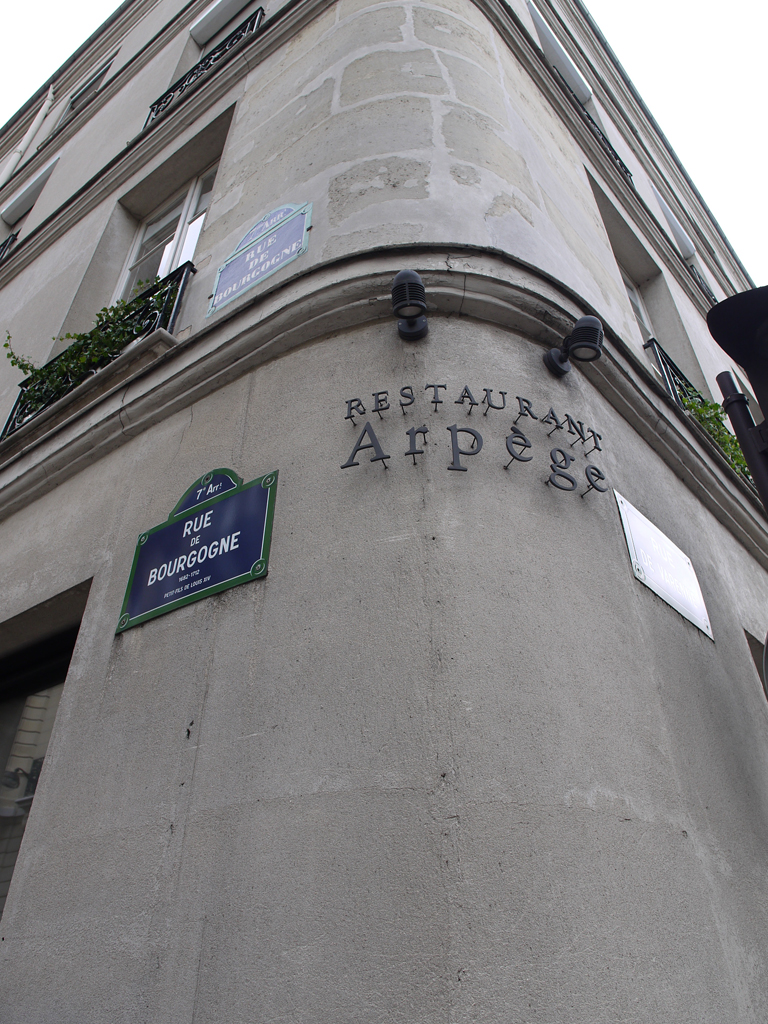
Exterior del restaurante, 2013

Arpège es un restaurante francés administrado por el chef Alain Passard, quien compró el establecimiento a Alain Senderens en 1986. En la actualidad cuenta con tres estrellas Michelin.
Obtuvo su primera estrella en su primer año de funcionamiento. En 1996 le fueron otorgadas las tres estrellas, manteniendo hasta la fecha esta distinción.
Fue votado como el octavo mejor restaurante del mundo en la lista de los 50 mejores restaurantes organizada por la revista británica Restaurant en 2018. Arpège es reconocido además por su oferta de cocina vegana y vegetariana.